# Флаг Черниговского сельского поселения (Апшеронский район)
Флаг муниципального образования Черни́говское сельское поселение Апшеронского района Краснодарского края Российской Федерации — опознавательно-правовой знак, служащий официальным символом муниципального образования.
Флаг утверждён 19 марта 2012 года решением Совета Черниговского сельского поселения № 112 и внесён в Государственный геральдический регистр Российской Федерации с присвоением регистрационного номера 7615.

## Описание
«Прямоугольное полотнище с отношением ширины к длине 2:3, воспроизводящее композицию герба Черниговского сельского поселения Апшеронского района в синем (голубом), зелёном, белом, жёлтом и чёрном цветах».
Геральдическое описание герба гласит: «В лазоревом и зелёном скошенном поле серебряная зазубренная перевязь справа сопровождаемая в лазури — золотой с чёрными копытами, глазами и мордой косулей, в зелени — золотые сложенные в звезду пять листьев бука, с двумя плодами каждый».

## Обоснование символики
Флаг языком символов и аллегорий отражает исторические, культурные и экономические особенности сельского поселения.
Черниговское сельское поселение расположено в горной зоне Краснодарского края, среди лиственных лесов в долине реки Пшеха.
Бурная горная река и многочисленные речушки, впадающие в неё, аллегорически отражены белой диагональной зазубренной полосой.
Диагональная зазубренная полоса напоминает пилу и аллегорически указывает на лесозаготовительные предприятия и организации, благодаря которым образованы населённые пункты поселения.
В лесах поселения изобилуют целебные травы, грибы и разнообразные деревья, среди которых преобладает бук, на что и указывает изображение листьев бука с плодами. Бук является воплощением здоровья, а также символизирует процветание, стойкость и полноту жизненных сил. Количество листьев также аллегорически указывает на пять населённых пунктов в составе поселения. Собранные в звезду листья бука аллегорически говорят об общности интересов жителей всех населённых пунктов поселения. Плоды символизируют молодое поколение, надежду на него.
Изображение косули указывает на большое количество этих животных в окрестных лесах поселения, а также на разнообразный животный мир населяющий эти леса. Косуля олицетворяет дружелюбие и окружающую красоту природы, символизирует истину, разум, стремительность и динамичность.
Зелёный цвет полотнища символизирует поросшие разнообразными деревьями и кустами горные склоны поселения, надежду, возрождение, молодость.
Синий цвет полотнища символизирует чистое небо, веру, искренность, добродетель, возвышенные устремления.
Жёлтый цвет символизирует величие, богатство и процветание, прочность, а также говорит о верности, славе и заслугах жителей сельского поселения.
Белый цвет — символ мудрости, совершенства, чистоты.